# Římskokatolická farnost Manětín
Římskokatolická farnost Manětín je územní společenství římských katolíků ve vikariátu Plzeň-sever. Farním kostelem je kostel sv. Jana Křtitele v Manětíně. Spravována je společně s farnostmi Dolní Bělá a Plasy. Společná duchovní správa je zajišťována misionáři obláty a sídlí v Plasích. Moderátorem společné duchovní správy je P. Günther Herbert Ecklbauer, OMI. Ve farnosti působil od r. 1928 do své smrti v r. 1967 P. František Wonka.

## Území farnosti
Bezvěrov • Blažim • Brdo • Březín • Buč • Česká Doubravice • Čestětín • Dolní Jamné • Doubravice • Hodoviz • Hrad Nečtiny • Hrádek • Hvozd • Chudeč • Jedvaniny • Kamenná Hora • Kejšovice • Kotaneč • Krašov • Krsov • Krsy • Křečov • Leopoldov • Lešovice • Lipí • Luková • Manětín • Mezí • Nečtiny • Nová Víska • Nové Městečko • Ostrov u Bezdružic • Plachtín • Pláň • Polínka • Potok • Rabštejn nad Střelou • Račín • Radějov • Skelná Huť • Služetín • Stvolny • Světec • Štichovice • Trhomné • Újezd • Vladměřice • Vlkošov • Vysočany • Zhořec • Žernovník

## Kostely a kaple
| Kostel                           | Místo                | Bohoslužba                |
| -------------------------------- | -------------------- | ------------------------- |
| Kostel sv. Bartoloměje           | Březín               |                           |
| Kostel sv. Petra a Pavla         | Dolní Jamné          | 2. sobota v měsíci        |
| Kostel sv. Ondřej                | Krašov               |                           |
| Kostel sv. Vavřince              | Krsy                 |                           |
| Kostel sv. Petra a Pavla         | Křečov               | 1. pátek v měsíci, neděle |
| Kostel sv. Jiří                  | Luková               |                           |
| Kostel sv. Barbory               | Manětín              |                           |
| Kostel sv. Jana Křtitele         | Manětín              | středa, sobota, neděle    |
| Kostel sv. Anny                  | Nečtiny              |                           |
| Kostel sv. Jakuba Staršího       | Nečtiny              | neděle                    |
| Kostel Panny Marie Sedmibolestné | Rabštejn nad Střelou | příležitostně             |
| Kostel Narození Panny Marie      | Stvolny              |                           |
| Kostel sv. Petra a Pavla         | Stvolny - Víska      |                           |
| Kaple sv. Terezie                | Hrad Nečtiny         |                           |
| Kaple sv. Jana Křtitele          | Hvozd                | 2. pondělí v měsíci       |
| Kaple Panny Marie Loretánské     | Rabštejn nad Střelou |                           |

## Aktivity ve farnosti
Ve farnosti je aktivní společenství živého růžence a křesťanský skautský oddíl. Každoročně se zde také koná Tříkrálová sbírka, Noc kostelů, Workship, Lívancová pouť a další akce.